# Comment j'ai appris à aimer les femmes
Pour plus de détails, voir Fiche technique et Distribution.
Comment j’ai appris à aimer les femmes (Come imparai ad amare le donne)  est un film comique franco-germano-italien réalisé par Luciano Salce, sorti en 1966.

## Synopsis
Les aventures picaresque d'un très séduisant jeune homme qui se fait courtiser successivement par des très belles et très riches femmes : une directrice d’institut, une modiste, une vedette de cinéma, une pilote de rallye, une doctoresse en physique nucléaire et même la directrice d'une usine d’hélicoptère...

## Fiche technique
- Titre : Comment j'ai appris à aimer les femmes
- Réalisation : Luciano Salce
- Script : Franco Castellano et Giuseppe Moccia sur une idée de Willibald Eser
- Dialogues de la version française : René Barjavel
- Production : Enrico Chroscicki, Marcello Papaleo, Dieter Pauker, Alfonso Sansone
- Directeur de production : Walter Haag
- Musique : Ennio Morricone
- Costumes : Luca Sabatelli
- Photographie : Erico Menczer
- Durée : 110 min
- Format : film couleur, monophonie
- Date de sortie :
  - France : 4 juillet 1969
  - Italie : 2 octobre 1966

## Distribution
- Michèle Mercier : la doctoresse Françoise Marcos
- Sandra Milo : Ilde
- Nadja Tiller : la baronne Laura
- Elsa Martinelli : Monica, une pilote de rallye
- Anita Ekberg : Margaret Joyce
- Zarah Leander : Olga
- Romina Power : Irène
- Robert Hoffmann: Roberto Monti
- Orchidea De Santis : Agnese
- Gigi Ballista : Arcibaldo
- Gianrico Tedeschi : le directeur, mari d'Ilde
- Heinz Erhardt : Marcel Schussel
- Vittorio Caprioli : le playboy
- Carlo Croccolo : le directeur du Salon de l'Auto
- Orchidea De Santis :Agnes
- Sonja Romanoff : Monika
- Erica Schramm : Betty
- Chantal Cachin : Wilma
- Mita Medici